# Молодечненський район
Молодечненський район — адміністративна одиниця Білорусі, Мінська область.

## Адміністративний поділ
У Молодечненському районі налічується 277 населених пунктів, з них місто Молодечно і селище Радошковичі. Всі села належать до 14-ти сільських рад:
- Городилівська сільська рада → Аполеї • Барбарове • Білі • Березинське • Берізки • Боровщина • Видавщина • Городилово • Демеші • Журевичі • Замостя • Кизилове • Королі • Лужок • Михайлове • Обухівщина • Пекарі • Підлісне • Пожарниця • Поріччя • Рожевичі • Скориновичі • Совлове • Сокільники • Солтани • Укропове • Шипуличі • Кучуки • Сеньківщина.

- Городоцька сільська рада → Олександрове • Бєлєва • Васьківці • Видричі • Гостили • Гердутишки • Городок • Гудівщина • Кілтовці • Кічіно • Мурзи • Огородники • Петрівщина • Пожарище • Порадівщина • Семерники • Тучино • Ляльківщина.

- Границька сільська рада → Великі Бакшти • Великий Бір • Горняки • Граничі • Дубки • Загірці • Климанти • Кодевці • Комарники • Максимівка • Малі Бакшти • Малий Бір • Нова • Радевці • Сичевичі.

- Красненська сільська рада → Абремовщина • Бояри • Видівщина • Вовківщина • Гірди • Грунтишки • Івки • Івонцевичі • Козли • Колошівщина • Кончани • Костюшки • Красне • Красівщина • Кромівщина • Лосі • Малашки • Малі Кошевники • Мозолі • Плебань • Раївка • Ракутівщина • Рев'яки • Свічки • Суринти • Суходільщина • Татарщина • Уланівщина • Уша • Левушівщина • Пронцевичі.

- Лебедівська сільська рада → Бениця • Велика Борківщина • В'яжути • Горовщина • Готковичі • Грудки • Заполяки • Засковичі • Іванівщина • Коновичі • Лебедєво • Лобачівка • Мала Борківщина • Малинівщина • Мороськи • Осанове • Поляни • Редьки • Сковорощина • Пруди • Темениця • Турець-Бояри • Хатутичі • Шикове • Яковичі.

- Марковська сільська рада → Васюківщина • Гаївці • Гірки • Громовичі • Довгий Лог • Клочкава • Ковальці • Кучки • Лєнковщина • Маркове • Румянцево • Сковородки • Талуї • Трепалово • Тріски • Юховичі.

- М'ясотська сільська рада → Великі Кошевники • Вередове • Вивери • Доманове • Загірське • Заречанська • Криниця • Куромшичі • Кутляни • Кути • Лозовець • М'ясота • Писарівщина • Плеси • Раївщина • Решітки • Рухли • Самалі • Селивонівка • Слобідка • Сосновий Бір • Татарщина • Черченове.

- Олехновицька сільська рада → Бальцери • Бортники • Гойжево • Дуброва • Єленка • Койтени • Корсаковичі • Кривенки • Кухарі • Новосілки 1 • Новосілки 2 • Олехновичі • Позняки • Попівщина • Русалишки • Старинки • Сисуни • Токарівщина • Уша 2.

- Полочанська сільська рада → Борки • Велике Село • Гаївці • Груздівка • Груздове • Зоренька • Клопачі • Конюхи • Литва • Мамони • Полочани • Рачкове • Рябінова • Січки • Схолино • Яхимівщина.

- Радошковицька сільська рада → Вазгелі • Войтели • Володьки • В'язинка • Декшняни • Праліски • Дюблевщина • Залісся • Миговка • Пов'язинь • Поровичі • Путники • Романи • Удранка • Шелухи • Шеметівщина • Серебрянка

- Тюрлівська сільська рада → Адамовичі • Бояри • Бушевиця • В'язовець • Верхівка • Витропівщина • Горавини • Домаші • Заболоття • Застінки • Коледино • Куклівщина • Лешно • Менютки • Мислевичі • Носилове • Рогози • Саки • Тивидівка • Тюрли • Тюрли Саківські • Шнури.

- Хожівська сільська рада → Бертошки • Брохівщина • Брусківщина • Гай • Драни • Жерлаки • Ізабелино • Копачі • Кулівщина • Ляльківщина • Мочинівщина • Мойсичі • Слобідка • Хожове.

- Холхлівська сільська рада → Березівці • Бобри • Броди • Вітківщина • Вовчки • Деразки • Дорохи • Дроваші • Єрмаки • Задвірці • Камінщина • Красноармійська • Кукове • Кулеші • Лучанські • Мацюківщина • Обухівщина • Пекарі • Прончейкове • Селівці • Сухопарівщина • Холхлове • Черневе • Чернівщина • Чахи • Шалиги • Шараї.

- Чистинська сільська рада → Осовець • Чорти • Чисть.

## Відомі особистості
У раойні народився:
- Сергієвич Юліан Йосипович (1910—1976) — білоруський поет та педагог, художник-самодіяльник.

| Білорусь | Це незавершена стаття з географії Білорусі. Ви можете допомогти проєкту, виправивши або дописавши її. |